# Гастингс, Мария

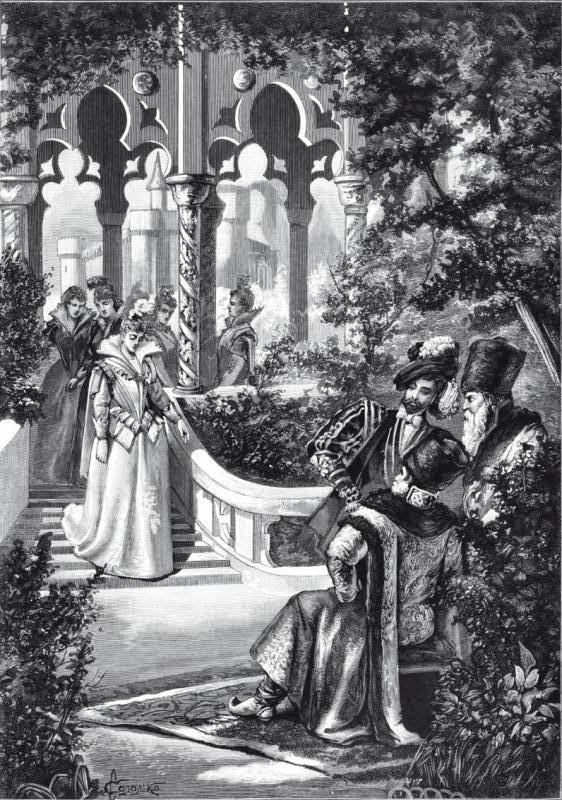
Смотрины царской невесты послом Иоанна Грозного в Англии. Гравюра Шюблера по рис. С. С. Соломко (кон. XIX в.)

Мария Гастингс, в русских документах княжна Хантинская (англ. Mary Hastings; род. 1552) — младшая из пяти дочерей Фрэнсиса Гастингса, графа Хантингдона, дальняя родственница по матери английской королевы Елизаветы I, невеста царя Ивана Грозного.

## Сватовство
В 1583 году царь отправил в Лондон дворянина Фёдора Писемского, которому, между прочим, поручил быть наедине у королевы и «за тайну открыть ей мысль государеву в рассуждении женитьбы, если Мария имеет качества нужные для царской невесты, для чего требовать свидания с ней и живописного образа её». На тот случай, если королева заметит, что у государя уже есть супруга, велено ответствовать: «правда, но она не царевна, не княгиня владетельная, не угодна ему и будет оставлена для племянницы королевиной».
В мае того же года Писемский доносил: «Мария Гастингс ростом высока, стройна, тонка, лицом белая, глаза у неё серые, волосы русые, нос прямой, пальцы на руках долгие». Для окончательного сговора вместе с Писемским в Москву отправлен английский посол Боус, грубость и упорство которого мешали укрепиться союзу с Англией, а также не дали состояться сватовству царя, в следующем году умершего.
Миллер сомневался, чтобы Гастингс действительно была племянницей Елизаветы, а Карамзин об этом говорит утвердительно.
Историк XVIII века пишет:

Я не говорил Вам о том, что имеется в архивах по поводу женитьбы, предложенной царю Ивану Васильевичу на английской девице, если, впрочем, это будет Вам угодно. Её звали Мария Гастингс, и она была дочерью графа Хантингдона, известного в истории королевы Елизаветы. Медик, англичанин Роберт Джекоб сделал в Москве предложение, разумеется весьма неразумное, поскольку царь уже был женат на своей последней жене, которая его пережила. Медик представил девицу как племянницу королевы, а её отца — владетельным принцем. Царь, изменчивый в своих любовных привязанностях и в отношениях с женами, отправил в 1582 г. в Англию посла. Его звали Григорий (Федор Андреевич — ред.) Писемский. Данные ему инструкции предусматривали, чтобы он сообщил королеве о сделанном царю предложении. Он должен был также повидать девицу, заказать её портрет, познакомиться с положением её семьи и возвратиться в сопровождении посла королевы, с которым можно было бы согласовать условия женитьбы. Если ему заметят, что царь уже женат, он должен был сказать, что царь, имея женой свою подданную, вправе развестись с ней и жениться на другой. Если бы спросили, какова будет судьба детей, которые могут родиться от нового брака, он должен был ответить, что право на наследование престола принадлежит, безусловно, старшему сыну (Федору), но что дети, которые могут родиться, будут наделены богатыми владениями. Во время пребывания Писемского в Лондоне пришло известие о рождении царицей князя. Это был несчастный Димитрий.

Писемский после длительного ожидания из-за чумы, свирепствовавшей в Лондоне, получил аудиенцию у королевы, повидал девицу, которая была больна легкой оспой, заказал её портрет и вернулся в Москву в 1583 г. Королева послала вместе с ним дворянина Джерома Бовса в качестве посла. Это был человек малоприятного нрава. Это про него ходила басня, что его шляпа намертво пригвождена к голове. Он заявил, что не уполномочен что-либо решать, а лишь выяснить намерения царя. Вместо того, чтобы хвалить Марию Гастингс, он говорил о ней в весьма безразличном тоне.

Прежде чем он смог вернуться в Англию, царь умер, и вот так закончилось это дело, о котором до сих пор не говорил ни один историк и которое ради чести обоих народов не заслуживает, быть может, предания огласке. (Г. Ф. Миллер — У. Коксу, 4 октября 1778 г.)

Костомаров пишет: «Дошли об этом [рождении царевича Дмитрия] слухи в Лондон. „Смотрите, — сказал Томас Рандольф русскому толмачу Елизару, — когда вы поехали, у государя был только один сын, а теперь уже у него другой родился“. Федор Писемский, которому передали слова Рандольфа, ответил: „Пусть королева не верит ссорным речам, лихие люди наговаривают, не хотят промеж государя и королевы доброго дела видети“».

## Степень родства с королевой
1. Вудвиль, Ричард, 1-й граф Риверс
  1. Вудвиль, Елизавета, королева Англии, жена Эдуарда IV
    1. Елизавета Йоркская + король Генрих VII
      1. Генрих VIII
        1. королева Елизавета Тюдор

  2. Вудвилл, Кэтрин
    1. Стаффорд, Анна + Джордж Гастингс, 1-й граф Хангтингтон
      1. Фрэнсис Гастингс, 2-й граф Хангтингтон
        1. Мэри Гастингс

## В живописи
- 1883 год — Н. В. Неврев. «Посол Иоанна Грозного Писемский смотрит для него в Англии невесту, племянницу Елизаветы — Марию Гастингс».